# Ulica Suwalska w Ełku
Ulica Suwalska w Ełku – jedna z głównych ulic Ełku, druga pod względem długości ulica miasta po ulicy Przemysłowej. Przebiega przez położone we wschodniej części miasta osiedle Zatorze. Wzdłuż ulicy zlokalizowany jest szereg punktów handlowo-usługowych oraz domy jednorodzinne. Na odcinku od ronda na przecięciu ulicy i obwodnicy Ełku do wschodniej granicy miasta droga jest częścią drogi krajowej nr 16 (680 m). Przed oddaniem do użytku obwodnicy droga była częścią krajowej 16-tki na odcinku od skrzyżowania z ulicą Łukasiewicza do wschodniej granicy Ełku (2530 m).

## Obiekty
- Zespół Szkół Samorządowych w Ełku[3]
- Parafia pw. Opatrzności Bożej[4]
- Powiatowy Urząd Pracy w Ełku[5]
- Supermarket Netto[6]
- Restauracja typu fast food - McDonald's